# Hippohyini
A Hippohyini az emlősök (Mammalia) osztályának párosujjú patások (Artiodactyla) rendjébe, ezen belül a disznófélék (Suidae) családjába és a Suinae alcsaládjába tartozó fosszilis nemzetség.

## Rendszerezés
A nemzetségbe az alábbi 3 fosszilis emlősnem tartozik:
- †Hippohyus Falconer & Cautley, 1847 - típusnem; pliocén; Ázsia
- †Sinohyus von Koenigswald, 1963 - pliocén
- †Sivahyus Pilgrim, 1926 - pliocén